# Stubline
Stubline es un pueblo ubicado en el municipio de Obrenovac, en Belgrado, Serbia.

## Superficie
Posee una superficie de 19,68 kilómetros cuadrados.

## Demografía
Hasta 2022 la población era de 2569 habitantes, con una densidad de población de 130,5 habitantes por kilómetro cuadrado.